# MV Kaleetan
MV Kaleetan je trajekt třídy Super, který provozují Washington State Ferries. Své jméno nese po vrcholku, který se nachází severozápadně od Snoqualmijského průsmyku v Kaskádovém pohoří. V létě typicky obsluhuje trasy mezi městem Anacortes a souostrovím svatého Jana, zatímco v zimě je pro ni typickou trasa Seattle-Bremerton.